# José Alberto González Juárez
José Alberto González Juárez (El Parral, Municipio Villa Corzo, Chiapas, México, 19 de dezembro de 1967) é um clérigo mexicano e bispo católico romano de Tuxtepec.
Em 8 de dezembro de 1995, José Alberto González Juárez recebeu o Sacramento da Ordem para a Diocese de Tuxtla Gutiérrez do Bispo Felipe Aguirre Franco.
O Papa Francisco o nomeou Bispo de Tuxtepec em 6 de junho de 2015. O arcebispo Christophe Pierre, núncio apostólico no México, concedeu sua consagração episcopal em 22 de julho do mesmo ano. Co-consagrantes foram o Arcebispo de Durango, José Antonio Fernández Hurtado, e o Arcebispo de Tuxtla Gutiérrez, Fabio Martínez Castilla.